# Piawaning
Piawaning är en ort i Australien. Den ligger i kommunen Victoria Plains och delstaten Western Australia, omkring 130 kilometer norr om delstatshuvudstaden Perth. Antalet invånare är 308.
Trakten runt Piawaning är nära nog obefolkad, med mindre än två invånare per kvadratkilometer.. Det finns inga andra samhällen i närheten.
Trakten runt Piawaning består till största delen av jordbruksmark. Genomsnittlig årsnederbörd är 498 millimeter. Den regnigaste månaden är september, med i genomsnitt 81 mm nederbörd, och den torraste är december, med 13 mm nederbörd.